# Бельгия на «Евровидении-1991»
Бельгия принимала участие в телевизионном конкурсе Евровидение-1991, который состоялся 4 мая в Риме, Италия. Страну представляла группа Clouseau с песней Geef het op («Брось это»), написанной её участниками Крисом и Коэном Вутерсами, Бобом Савенбергом и Яном Лейерсом. По итогам голосования они заняли 16-е место из 22, набрав 23 очка. Тем не менее, Geef het op стала предшественницей бельгийской заявки на Евровидение-1992 Nous, on veut des violons в исполнении певицы Морган. Конкурс был показан фламандским вещателем VRT на канале VRT 1 с комментариями Андре Вермёлена и валлонским вещателем RTBF на канале RTBF La Une с комментариями Клода Делакруа. Бельгийским глашатаем была Анне Плёгертс.

## Предыстория
К моменту участия в конкурсе 1991 года Бельгия принимала участие в Евровидение 36 раз, то есть каждый год с момента своего дебюта как одна из семи оригинальных стран в первом выпуске 1956 года. За это время страна выигрывала конкурс лишь однажды: в 1986 году с песней J'aime la vie в исполнении Сандры Ким. Бельгия также организовывала Евровидение однажды: в 1987 году во Дворце Столетия в Брюсселе. На Евровидение-1990 бельгийский певец-сонграйтер Филипп Лафонтен занял 12-е место с песней Macédomienne, набрав 46 очков.
Между двумя региональными телекомпаниями RTBF в Валлонии и VRT во Фландрии имеется жребий, согласно которому они по очереди отвечают за организацию выбора бельгийской заявки. Так, RTBF отвечало за организацию выбора бельгийской заявки по чётным годам, а VRT — по нечётным. В 1991 году VRT объявило, что поп-рок-группа Clouseau была выбрана внутри телекомпании как конкурсант Бельгии. В то же время для выбора песни VRT решило организовать национальный отбор.

## До «Евровидения»

### Euro-Clouseau
Национальный отбор по выбору песни для группы Clouseau под названием Euro-Clouseau состоялся 9 марта 1991 года в казино Курзаал в Остенде. Ведущей была Джессика де Калуве. Clouseau исполнили несколько песен, три из которых были новыми и рассматривались участниками группы как потенциальные кандидаты на поездку в Рим. Выбор песни был осуществлён самими музыкантами, и композиция Geef het op выиграла национальный отбор. Clouseau также записали эту песню на английском языке под названием Give it up.
| Порядок выступления | Название песни    | Место |
| ------------------- | ----------------- | ----- |
| 1                   | Geef het op       | 1     |
| 2                   | Hilda             | -     |
| 3                   | Ik kan zonder jou | -     |

## На «Евровидении»
Clouseau выступали под номером 18, между Германией и Испанией. В конце голосования они заняли 16-е место из 22, набрав 23 очка. Бельгийское жюри 12 очков присудило Швейцарии. Дирижёром оркестра во время исполнения бельгийской заявки был Роланд Верлоовен.